# Монте Сан Джовани ин Сабина
Мо̀нте Сан Джова̀ни ин Сабѝна (на италиански: Monte San Giovanni in Sabina) е село и община в Централна Италия, провинция Риети, регион Лацио. Разположено е на 728 m надморска височина. Населението на общината е 772 души (към 2010 г.).